# Jan Timman
Jan Timman (Amesterdão, 14 de dezembro de 1951) é um jogador neerlandês de xadrez. 
Seus maiores feitos são dos anos 1970 e anos 1980. Venceu o campeonato nacional dos Países Baixos em nove ocasiões e foi o desafiante ao título mundial. Jogou a final do Campeonato do Mundo da FIDE em 1993, perdendo para Anatoly Karpov. Durante os anos 1980 e começo dos anos 1990 foi considerado o melhor jogador não-soviético.  Timman continua jogando ativamente. Na lista de jogadores FIDE de julho de 2002 ocupava a 67ª posição no mundo.